# 심비안용 노키아 브라우저
심비안용 노키아 브라우저(Nokia Browser for Symbian, 구 명칭: S60용 웹 브라우저, Web Browser for S60)는 노키아가 개발한 S60 모바일 폰 플랫폼용 웹 브라우저이다. 이 브라우저는 애플이 만든 오픈 소스 웹킷의 일부 프레임워크에 기반해 있다. 이 브라우저는 다른 모바일 폰용 브라우저처럼 모바일 스크린에 맞게 페이지를 재포맷하지 않고, 미니 맵이라 부르는 풀 웹 페이지를 로딩한 후 사용자가 읽고 싶은 부분으로 확대하는 방식을 사용한다. 첫 버전은 WAP와 WML에 대한 지원이 빠져 있었지만. 버전 2에서부터는 이 표준을 지원하기 시작했다.

## S60v2 브라우저

### 장점
- HTML을 지원한다.
- WAP 2.0을 지원한다.
- 쿠키와 자바스크립트를 지원한다.
- 넓은 웹 페이지는 모바일용으로 재포맷될 수 있다.

### 단점
- 다중 창 브라우징은 지원되지 않는다.
- 한번에 한 파일만이 다운로드 될 수 있었다.
- 파일을 압축하지 않아서 휴대폰에 무리를 준다.

## S60v3 브라우저

### 장점
- HTML을 지원한다.
- WAP 2.0을 지원한다.
- 쿠키와 자바스크립트를 지원한다.
- 다중 창 브라우징을 지원한다.
- 최대 10개의 파일을 동시에 다운로드 받을 수 있다.

### 단점
- 복사 붙여넣기 지원이 부족하다. 컨트롤 키나 펜 키가 없는기기는 모든 웹 폼을 복사 붙여넣기 할 수 없고, 몇몇 웹 폼만 복사 붙여넣기 할 수 있다. 펜 키나 컨트롤 키를 가지고 있는 구형 모델에서는 문제가 되지 않지만, 새로운 기종은 이런 키를 가지고 있지 않다. 하지만 2009년 11월에 출시된 E72는 컨트롤 키가 있다.
- 플래시가 최신 핸드셋에서만 지원된다.
- 몇몇 jQuery 효과들이 지원되지 않는다.

노키아는 2005년 6월에 이 프로젝트를 공개했다. 그리고 이 프로젝트는 11월에 공개되었다. 2006년 월드 와이드 웹 컨퍼런스에서 노키아는 S60용 웹킷 포팅의 소스를 공개한다고 밝혔다.

## 같이 보기
- 모바일 브라우저
- 정보 기기
- 사용자 에이전트